# Bengy-sur-Craon
Bengy-sur-Craon är en kommun i departementet Cher i regionen Centre-Val de Loire i de centrala delarna av Frankrike. Kommunen ligger  i kantonen Baugy som tillhör arrondissementet Bourges. År 2022 hade Bengy-sur-Craon 636 invånare.

## Befolkningsutveckling
Antalet invånare i kommunen Bengy-sur-Craon
Referens:INSEE